# Lac-Bazinet
Pour les articles homonymes, voir Bazinet.
Lac-Bazinet est un territoire non organisé situé dans la municipalité régionale de comté d'Antoine-Labelle, dans la région administrative des Laurentides, au Québec.